# Höhere Mädchenschule
Höhere Mädchenschule var en särskild typ av utbildningsinstitution för kvinnor i Tyskland under 1800-talet.
Efter reformationen, då alla protestantiska barn förväntades kunna läsa och skriva, växte det fram privata småbarnsskolor, en del av dem drivna av kvinnor från deras egna bostäder, kallade Winkelschulen; och runt sekelskiftet 1800 växte det fram mer formella skolor för flickor ur borgerskapet över hela det tyskspråkiga området runt Östersjön, kallad Töchterschule (dotterskolor). Dessa ansågs dock till slut otillräckliga. 
Namnet Högre flickskola stod för en högre och mer seriöst utbildning för flickor, men också på utbildning för döttrar ur de "högre" samhällsklasserna. De var en ny typ av flickskola som under 1800-talets gång allt mer specialiserade sig på en mer formell och yrkesinriktad och mer akademisk utbildning för flickor under en tid när universiteten ännu var stängda för flickor. 
När kvinnor år 1908 fick tillträde till universiteten i Tyskland började Höhere Mädchenschule upphöra. 